# 聲子 (魯國)
聲子（？—前720年），中国春秋时期鲁国鲁隐公的母亲。宋女，子姓，谥声。
鲁惠公第一个正夫人叫孟子。孟子去世后，以原配夫人娣姪承继夫人之事而摄政内事，生鲁隐公。
鲁隐公三年（前720年）夏四月辛卯，君氏声子去世，没有给诸侯发讣告，安葬后鲁隐公没回到祖庙哭祭，没有把神主放在婆婆（先代国君夫人）神主之旁，所以《春秋》不称“薨”。没有称她为“夫人”，所以不记载下葬的情况，也没记载她的姓氏。只因为她是隐公的生母，所以称她为“君氏”。